# For Blood and Empire
For Blood and Empire – siódmy album amerykańskiej grupy punkrockowej Anti-Flag wydany 21 marca 2006. 

## Lista utworów
1. I'd Tell You But...
2. Press Corpse, The
3. Exodus
4. Project For A New American Century, The
5. Hymn For The Dead
6. This Is The End (For You My Friend)
7. 1 Trillion Dollar$
8. State Funeral
9. Confessions Of An Economic Hit Man
10. War Sucks, Let's Party!
11. W.T.O. Kills Farmers, The
12. Cities Burn
13. Deplete Uranium Is A War Crime